# Cephennium australe
Cephennium australe é uma espécie de insetos coleópteros polífagos pertencente à família Scydmaenidae.
A autoridade científica da espécie é Wollaston, tendo sido descrita no ano de 1867.
Trata-se de uma espécie presente no território português.